# Ján Pivarník
Ján Pivarník, né le 13 novembre 1947 à Cejkov, est un footballeur professionnel international tchécoslovaque. Il joue 39 matchs en équipe de Tchécoslovaquie de football et marque un but contre la France le 27 avril 1974 lors d'un match amical.
Il participe au Championnat d'Europe de football 1976 et remporte avec son équipe le titre de champion d'Europe. Il participe aussi à la Coupe du monde 1970 au Mexique.
Ján Pivarník passe la plus grande partie de sa carrière dans le club du ŠK Slovan Bratislava. Il devient ensuite entraineur, essentiellement dans les pays du Golfe persique ou de la péninsule arabique.
Ján Pivarník est élu « joueur tchécoslovaque de l'année » en 1974.

## Carrière de footballeur

### Début de carrière
Pivarník commence très tard le football, c'est à l'âge de 16 ans qu'il se passionne pour le ballon blanc et noir. Il intègre l'équipe du Slavoj Trebišov en 1965 où il reste une saison avant de partir pour le VSS Košice aujourd'hui appelé MFK Košice.
Lors de la saison 1966-1967, sa première saison chez les pros, il termine 8e. Pivarník commence à se faire repérer dans le monde footballistique et amène son club à la 5e place du championnat en 1967-1968. Il joue pour la première fois sous les couleurs tchécoslovaques le 27 avril 1968 contre la Yougoslavie. La saison 1968-1969 est mauvaise, le club retombe dans le ventre mou du championnat avec une 8e position ainsi qu'en 1969-1970. Jan participe à 4 matchs de qualifications pour la Coupe du monde de football 1970. Même s'il est appelé pour participer à la phase finale, il reste tout au long de la compétition sur le banc. Le VSS Košice fait un coup de poker lors de la saison 1970-1971 en prenant la seconde position derrière le FC Spartak Trnava. Sa dernière saison avec le club pour la saison 1971-1972 s'achève par une 4e place.

### Grand succès auŠK Slovan Bratislava
Pivarník s'engage avec le Slovan Bratislava et commence lors de la saison 1972-1973 avec une 8e place. Il remporte son premier titre lors de la saison 1973-1974 avec un titre de champion de Tchécoslovaquie et remporte la Coupe de Tchécoslovaquie de football après une victoire sur le Slavia Prague aux tirs au but. Il en profite pour inscrire son seul but le 27 avril 1974 qui plus est la date anniversaire de la première sélection de Jan six ans auparavant.
Le Slovan Bratislava conserve son titre la saison suivante mais doit le laisser après la saison 1975-1976 après une seconde place au championnat, de plus le Slovan échoue en finale de la Coupe cette même année.
Pivarník dispute quasiment tous les matchs de la Tchécoslovaquie lors de la belle aventure de l'Euro 1976 qui permet à la Tchécoslovaquie de battre la RFA en finale.
La saison 1976-1977 se passe mal, le club finit bien loin de ses objectifs et prend une 8e place, ainsi qu'en 1977-1978.

### Fin de carrière
Après les années Bratislava, Pivarník se dirige vers le FK Dukla Banská Bystrica et dispute la saison 1978-1979 qui se termine par une place bien familière : la huitième. Il finit sa carrière dans l'ombre en passant deux ans dans des petits clubs et raccroche ses crampons après un bref passage par le Cádiz CF.

## Carrière d'entraineur

### EAU et Arabie saoudite
Ján reprend l'équipe de Fahaheel en 1985 avec laquelle il est lié jusqu'en 1989. La saison 1985-1986 se termine par une 5e place (sur 7). Il termine de nouveau cinquième en 1986-1987 (avec 8 clubs) puis en 1987-1988. Le club finit dernier du championnat en 1988-1989 ce qui entraine le limogeage de Pivarník. Il n'entraîne plus jusqu'en 1993 où il prend en main l'équipe saoudienne de Al Qadisiya Al Khubar qui remporte alors la Coupe d'Arabie saoudite de football ainsi que la Coupe d'Asie des vainqueurs de coupe.

### Oman et retour au Koweït
À la suite de ses résultats, il entraîne la sélection des moins de 17 ans de 1995 à 1996. Il retourne au Koweït en 1997 pour diriger le club de Al Salmiya Club et remporter le championnat du Koweït de football. Il change de club après ce titre et part pour le  Al Arabi Koweït où il prend une décevante 11e position mais gagne la Coupe du Koweït de football. La saison 1999-2000 le voit prendre le Al-Jazira Club mais retourne la saison suivante (2000-2001) au Al Arabi Koweït et fait monter son équipe jusqu'à la troisième place du championnat.
Il est sans club lors de la saison 2001-2002. Cependant, il revient en 2002-2003 pour entraîner le Al Kuwait Kaifan et prend la 4e place. Il revient en Arabie saoudite le temps d'une saison pour entrainer une nouvelle fois le Al Qadisiya Al Khubar.

## Palmarès

### Joueur
- Champion d'Europe en 1976
- Champion de Tchécoslovaquie en 1974 et 1975
- Vainqueur de la Coupe de Tchécoslovaquie en 1974

### Entraîneur
- Vainqueur de la Coupe d'Asie des vainqueurs de coupes en 1994
- Vainqueur de la Coupe d'Arabie saoudite en 1994
- Champion du Koweït en 1998
- Vainqueur de la Coupe du Koweït en 1999